# يونس ميكري
يونس ميكري (مواليد 15 نوفمبر 1951) ممثل ومغني مغربي، شارك في العديد من الأفلام والمسلسلات المغربية والأجنبية، كما أنه تميز في الموسيقى من خلال العديد من الأغاني التي لها شهرة كبيرة في المغرب أبرزها أغنية ليلي طويل، وأيضًا من خلال العمل على الموسيقى التصويرية للعديد من الأعمال الفنية المغربية.

## سيرته الذاتية
ولد يونس ميكري في 15 نوفمبر 1951 بمدينة وجدة شمال شرق المغرب، وسط عائلة لها باع طويل في الموسيقى حيث يعد واحد من فريق «الإخوان ميكري» المغربية، التي انطلق مسارها الغنائي في بداية عقد الستينات من القرن الماضي. سنة 1962، تكونت المجموعة من الشقيقين محمود وحسن، قبل أن تلتحق بهما جليلة في عام 1966، وأربع سنوات، بعد ذلك، التحق بالثلاثة شقيقهم الرابع يونس، الذي استطاع في وقت قصير أن يبرُز وأن يتألق، حيث قدم، من خلال أغنيات «مْرايا» و«ليلي طويل» و«يامّا» وغيرها، دليلاً قوياً على الإمكانات الفنية التي يختزنها. وبعد طول غناء وتأليف موسيقي غلب يونس جانب السينما والموسيقى التصويرية للأفلام. وكما نجح في مساره الغنائي، فقد مكنته تجربته السينمائية واحترافيته من أن يصير أحدَ نجوم السينما المغربية في السنوات الأخيرة. ولكنه تمكن أيضًا من الجمع بين حب الموسيقى والسينما من خلال تأليفه للموسيقى التصويرية.

## وصلات خارجية
- يونس ميكري على موقع IMDb (الإنجليزية)
- يونس ميكري على موقع ألو سيني (الفرنسية)
- يونس ميكري على موقع أول موفي (الإنجليزية)
- يونس ميكري على موقع ديسكوغز (الإنجليزية)
- يونس ميكري على موقع قاعدة بيانات الفيلم (الإنجليزية)
- يونس ميكري على موقع كينوبويسك (الروسية)
- موقع يونس ميكري الرسمي